# Fregona

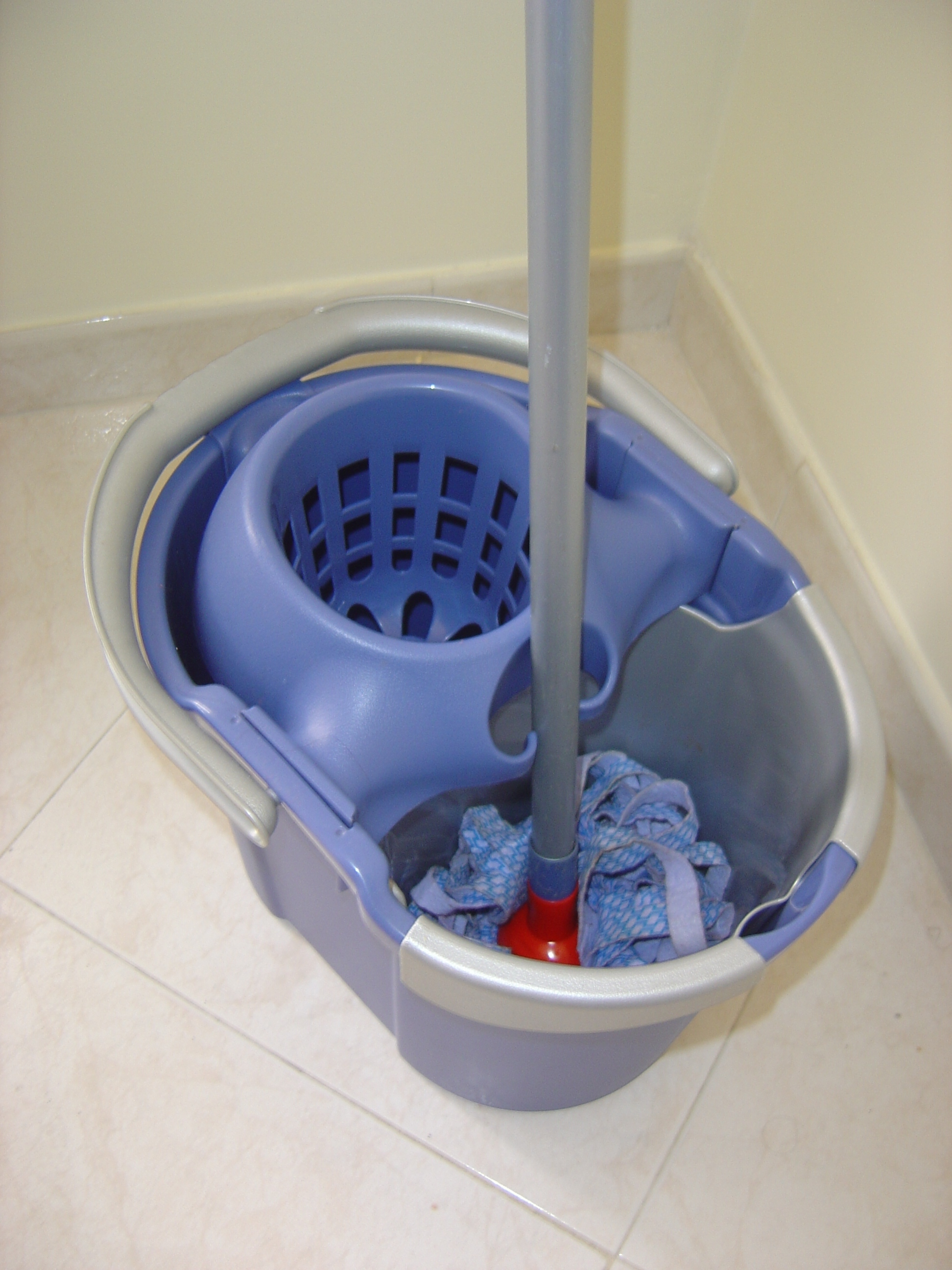
Fregona recién usada o cepillada

Una fregona, escoba de trapear, lampazo, trapeador, mapo, mopa, trapero, coleto, suape, aljofifa, lavasuelos, trapo de piso, mocho, mechudo, o mopeador, es una herramienta para limpiar el suelo en húmedo y suele constar de un palo en cuyo extremo se encuentran unos flecos absorbentes.
La fregona se suele asociar a un cubo provisto de un mecanismo escurridor. Para limpiar el suelo, después de humedecerla y de escurrirla, se restriega contra la superficie que se va a limpiar. Se utiliza frecuentemente también para limpiar líquidos derramados.
La fregona, identificada como «un todo compuesto por un cubo de material plástico, con un escurridor del mismo material que se acopla al cubo y un palo con un mocho con el que se friega el suelo», fue inventada en España en 1964 por Manuel Jalón Corominas (1925-2011), y fue perfeccionándose hasta adquirir el aspecto actual.

## Historia
- 1496: Primer uso conocido de un utensilio similar a la fregona: consistía en estambre unido a un palo de madera y se usaba para limpiar las cubiertas de los barcos ingleses.
- 1837: Jacob Howe patentó un tipo de friegasuelos en 1837.[14]
- 1893: Thomas W. Stewart, inventor estadounidense, obtuvo la patente número 499,402 el 13 de junio de 1893 para un nuevo tipo de fijación para una "Mop".[15]

### Historia en España
Entre 1900 y 1956 se registraron numerosas patentes que describían, con distintas formas, mangos y sistemas de escurrir, una idea para fregar con fibras pegadas a un palo, que se escurren dentro de un cubo, como el modelo de utilidad n.º 34 262 inventado por Julia Montousse Fargues y Julia Rodríguez-Maribona dos avilesinas en 1953, hasta llegar a los modelos patentados entre 1957 y 1964 por el ingeniero riojano Manuel Jalón Corominas.
En 1953, Manuel Jalón Corominas, en su calidad de oficial ingeniero del Ejército del Aire español, es enviado a Estados Unidos para aprender las técnicas de mantenimiento de los primeros aviones a reacción F-86 Sabre adquiridos por España a su nuevo aliado, Estados Unidos. Durante su trabajo en la base aérea de Chanute, al sur de Chicago, pudo observar como los operarios limpiaban el suelo de los hangares utilizando unas mopas o mochos con tiras de algodón los cuales escurrían en cubos metálicos gracias a un sistema de escurrido de rodillos. A su regreso a España, inició en 1956 la fabricación de las primeras unidades inspiradas en el modelo estadounidense (con cubo metálico y rodillos). Las primeras unidades del invento de Manuel Jalón fueron bautizados como aparatos lavasuelos hasta que Enrique Falcón Morellón decidió escribir en las notas del primer pedido (julio de 1957) la palabra fregonas. Posteriormente, en 1964, desarrolló un modelo con escurridor troncocónico que fue registrado como «patente de invención con novedad internacional». En ese modelo, el escurrido del mocho se realizaba mediante un cono escurridor encajado en la embocadura del cubo, todo ello construido en plástico. Anteriores a este modelo de Manuel Jalón ya existían en los Estados Unidos mopas con cubo donde el escurrido se realizaba por compresión en un cono escurridor. Manuel Jalón registró, en 1968, en EE. UU. como patente de invención su cubo escurridor con rodillos accionados por pedal.
A pesar del intento de atribución de la autoría de la fregona por parte de otras personas, los tribunales españoles han reconocido en diversos pleitos que el mérito corresponde única y exclusivamente a Manuel Jalón, ya que el público en general asociaba el nombre de fregona al invento de Manuel Jalón, y no a los aparatos lavasuelos o cubos de otros inventores.

### Historia general
Antes de la popular fregona, se utilizaba un paño (trapo) de algodón para limpiar (fregar) los suelos. Se solía envolver la escoba con el paño mojado para pasarlo sobre el suelo, bien fuera en suelos de losas, hormigón o madera. En otros casos, la persona tenía que arrodillarse o sentarse en el suelo para pasar el paño con sus manos, mojarlo en el cubo o recipiente con agua y jabón (o algún producto químico altamente tóxico, que solía utilizarse), exprimirlo y volver a pasarlo. Es por ello que todavía en algunos lugares de Hispanoamérica se le conoce a la acción de limpiar el suelo como trapear (de la palabra trapo).
Para el año 1893 existe patentado en los Estados Unidos el diseño de una fregona similar a la que se conoce hoy en día. En el caso de Puerto Rico, convertida en colonia norteamericana desde el año 1898, es posible que se haya introducido dicho invento de fabricación industrial a principios del siglo veinte. A partir de ese momento es que pudo haberse llamado mopa, anglicismo (onomatopéyico) de la palabra mop. 

## Denominaciones
Recibe diferentes nombres según la región:
- Argentina: lampazo,[26] mopa, trapeador
- Guatemala: trapeador
- Chile: trapero, mopa
- Colombia: trapero, trapeador o trapeadora
- Costa Rica: gancho
- Cuba: trapeador, palo de trapear
- Ecuador: trapeador
- El Salvador: trapeador
- España: fregona, mopa (anglicismo de mop)
  - Aragón: mocho
  - Castilla: lampazo
  - Comunidad Valenciana: mocho
  - Región de Murcia: mocho
  - Andalucía: aljofifa (argofifa es una variación, que no está en el DLE)
- Filipinas: lampazo[27]
- Honduras: trapeador, mopeador[8]
- México: trapeador, mechudo
- Nicaragua: lampazo[26]
- Panamá: trapeador
- Paraguay: palo de repasar
- Perú: trapeador
- Puerto Rico: mapo (anglicismo de mop)
- República Dominicana: suape
- Uruguay: lampazo, trapo de piso, aunque en este país se prefiera el uso del secador, elemento totalmente distinto.
- Venezuela: coleto, mopa o lampazo en los estados Zulia y Falcón

Existe también una mopa seca, diseñada para recoger polvo. Suelen tener cabezas más anchas e hilos más cortos que las fregonas húmedas.

## Tipos de fregonas
- Fregona de esponja: tienen una forma similar al secador aunque el elemento que friega en lugar de ser una goma es una esponja muy absorbente de PVA (acetato de polivinilo). Esta herramienta suele llevar fijado al mango un mecanismo que sirve para escurrir el agua que va absorbiendo la esponja. Por ello esta fregona no suele ir acompañada de un cubo con escurridor y el agua se suele escurrir directamente en el fregadero, lavabo, ducha, bañera o inodoro.
- Fregona de algodón: son las más habituales debido a su poco coste y se identifican por ser de tiras amarillas. Se asemejan en un función a las bayetas de toda la vida y suelen emplearse para baños y cocinas. Absorben cualquier líquido del suelo y hay que escurrirlas bien manualmente para que no dejen rastro.
- Fregona de microfibras: son más caras pero su eficiencia de limpieza es mayor ya que no deja rastro de agua y arrastra muy bien la suciedad. En suelos de parqué es lo más recomendado por no dejar agua sobrante que pueda dañarlo a la larga. Al igual que las de algodón, tienen alto nivel de absorción.
- Fregonas de tipo mopa: se utilizan más de manera profesional que en el hogar. Su utilización va destinada a suelos lisos de grandes tamaños para eliminar el polvo y la suciedad superficial, es decir, sirve para dar un repaso al suelo. Para limpiar la suciedad más importante siempre se recomienda utilizar escobas u otro tipo de utensilio de limpieza. Es necesario humedecerlas un poco antes para que atrape bien el polvo.
- Fregonas giratorias: son la evolución de las fregonas e intentan que el esfuerzo sea mínimo. Su mocho suele ser casi siempre de microfibras y su peculiaridad es que llevan un sistema para escurrir el agua sobrante en el que no hay que hacer prácticamente ninguna fuerza manual. Llevan instaladas un cubeta donde se engancha el mocho que gira a gran velocidad separando el agua de las microfibras por centrifugación. Además suelen tener el cubo dividido en dos partes para no mezclar el agua sucia con la que está destinada a la limpieza.